# عقادة
العقادة (السقف المعقود) ويسمى كذلك الأزج وجمعه آزاج، وفيه تستخدم دعامات أفقية من الخشب أو الحديد وترص بينها قطع الطابوق بشكل أسطواني خفيف بحيث أن قطع الطابوق تسند إحداها الأخرى وتنقل الأحمال إلى الدعامات ومنها إلى الجدران أو الأعمدة. فائدة هذا النوع يأتي من مرونته حيث يمكن استخدامه لمختلف أشكال الغرف كما أنه أقل سمكا من الأنواع الأخرى فيمكن بناء غرف في الطابق العلوي فوقه.